# Ranunculus micronivalis
Ranunculus micronivalis är en ranunkelväxtart som beskrevs av Hand.-mazz.. Ranunculus micronivalis ingår i släktet ranunkler, och familjen ranunkelväxter. Inga underarter finns listade i Catalogue of Life.